# José Maria Neves
José Maria Pereira Neves (n. 28 martie 1960, Santa Catarina⁠(d), Sotavento Islands⁠(d), Republica Capului Verde) este un politician din Capul Verde, care ocupă funcția de președinte al acestei țări din 2021, în perioada 2001-2016 ocupând funcția de prim-ministru al Capului Verde. Este membru al Partidului African pentru Independența Capului Verde (PAICV). La alegerile prezidențiale din 2021, el a fost ales cu 51,7% din voturi, învingându-l pe cel mai apropiat rival al său, Carlos Veiga, care a obținut 42,4% din totalul voturilor.

## Biografie
Neves s-a născut pe insula Santiago în 1960. A devenit interesat de politica din Republic Capul Verde în adolescență și a fost liderul unei organizații de tineret naționaliste în timpul tranziției țării de la dominația portugheză la independență și democrație în 1975. O parte din studiile sale superioare le-a făcut la Escola de Administração de Empresas de São Paulo a Fundației Getúlio Vargas din Brazilia.
S-a întors în Capul Verde în anii 1980 și a lucrat ca funcționar în diferite instituții ale statului. Din 1987 până în 1989, a fost coordonator al Proiectului Administrativ de Reformă și Modernizare. Din 1988 până în 1989, a fost director al Centrului Național de Pregătire în Administrație Publică. Din 1989 până în 1998, a fost consultant în domeniul pregătirii și dezvoltării naționale a managementului resurselor umane.